# 수의학 수술
수의학 수술이란 수의사에 의해 동물들에게 행해지는 수술로서 크게 정형외과(뼈, 관절, 근육), 연조직수술(피부, 체강, 심맥관계, 순환기내과/비뇨생식/기도), 신경외과수술의 3가지 범주의 수술이 있다. 관절대체(엉덩이전체, 무릎 그리고 발꿈치 대체), 골절재활, 십자인대결함의 안정, 암 수술, 헤르니아 디스크 치료, 복잡한 위장 및 비뇨생식 수술, 신장이식, 피부이식, 복잡한 상처 관리, 최소한의 외과적 수술(관절경 검사, 복강경검사, 흉강경검사) 등과 같은 발달된 수술들은 수의사(그들의 관할에 공인된)들에 의해 실행된다. 수의학 수술의 목적은 반려동물과 산업동물에서 조금씩 다르다. 반려동물에서, 상황은 사람과 꽤 같고 어려운 마취 기술을 이용한 더 복잡한 수술을 시행한다. 산업동물에서, 수술비용은 병을 수술적으로 치료하는 경제적 이익을 절대 넘어서는 안된다.은 일상적인 수술 (중성화수술 (난소제거와 거세), 혹 제거 등)을 하고, 몇몇은 추가적인 수술을 하기도 한다.